# Cyphon jaloszynskii
Cyphon jaloszynskii es una especie de coleóptero de la familia Scirtidae.

## Distribución geográfica
Habita en Malasia.